# Буткевич, Михаил Николаевич
Михаи́л Никола́евич Бутке́вич (29.12.1858 —23.03.1930) — член Государственного совета Российской империи, юрист, помещик, действительный статский советник.

## Биография
Михаил Николаевич Буткевич родился в русской православной дворянской семье генерал-майора Николая Александровича Буткевича (? – 1878) и его жены Варвары Михайловны, урожд. Путятиной, дочери тихвинского уездного и новгородского губернского предводителя дворянства в 1824-1826 гг .
Сестра отца — графиня Екатерина Александровна Буткевич (Стройновская-Зурова) (1800—1867) была замужем (во втором браке) за генералом Елпидифором Антиоховичем Зуровым.
Поступил в Императорский Санкт-Петербургский университет. По агентурным сведениям, распространял издания организации «Земля и воля». Арестован в Петербурге после покушения 13 марта 1879 года на Дрентельна. При обыске найдены издания организации «Земля и воля». Заключен в Литовский замок. По распоряжению Санкт-Петербургского генерал-губернатора от 9 июня 1879 года выслан под гласный надзор в Вологодскую губернию; с 12 июля 1879 года водворён в Вологде. 
В 1882 году окончил юридический факультет Императорского Санкт-Петербургского университета. За диссертацию «Полицейская регламентация печати по французскому закону 29 июля 1881 года», посвященную закону о свободе печати – одному из наиболее значимых в истории мировой журналистики, ему присудили степень кандидата права. 
Был крупным землевладельцем, ему принадлежало в 1906 году в Новгородской губернии: родовое имение — 8 тысяч десятин и 6 тысяч десятин, приобретённой земли; владел 2 домами в Санкт-Петербурге, оценочная стоимость которых составляла в 1912 году 113 562 рублей.
В 1884 году был выбран мировым судьёй Тихвинского уезда Новгородской губернии, на этой должности находился до 1890 года. В 1890 году стал почётным мировым судьёй, в этом же году получил чин действительный статский советник. В 1890 году стал предводителем дворянства в Тихвинском уезде; на этой должности находился до 1917 года. 10 апреля 1906 года был избран членом Государственного совета Российской империи от Новгородского губернского земского собрания. В июне 1909 года выбыл из Государственного совета по истечении срока полномочий. В 1909 году принял участие как делегат в работе 3-го съезда «Союза 17 октября». 10 марта 1917 года  участвовал в заседании Постоянного совета Объединенного дворянства, был избран Новгородским губернским предводителем дворянства.
14 марта 1918 — арестован в качестве заложника и заключен в Тихвинскую тюрьму. Был освобожден.
В 1927 году М. Н. Буткевич благодаря помощи академика В.И.Вернадского  стал сотрудником Комиссии по истории знаний АН СССР, где выполнил ряд важных историко-архивных изысканий по изучению документального наследия М. В. Ломоносова, П. С. Палласа и др.

## Семья
Его жена — Мария Александровна Зурова (1861—1924), фрейлина, дочь А.Е.Зурова и Ольги Павловны Игнатьевой (1837—1910), дочери графа П. Н. Игнатьева.  Михаил Николаевич и Мария Александровна приходились друг другу троюродными братом и сестрой.
Дочь Ольга (1894—1942, умерла в блокаду) и сын Александр